# 1-е Подгородище
1-е Подгородище — село в Советском районе Курской области России. Входит в состав Александровского сельсовета.

## География
Село находится в восточной части Курской области, в лесостепной зоне, в пределах южного склона Среднерусской возвышенности, на правом берегу реки Городище (бассейн Кшени), на расстоянии примерно 19 километров (по прямой) к юго-западу от посёлка городского типа Кшенский, административного центра района. Абсолютная высота — 192 метра над уровнем моря.
Климат
Климат характеризуется как умеренно континентальный с умеренно холодной зимой и тёплым летом. Абсолютный минимум температуры воздуха самого холодного месяца (января) составляет −37 °C; абсолютный максимум самого тёплого месяца (июля) — 40 °C. Среднегодовое количество атмосферных осадков составляет 582 мм. Большая их часть (460 мм.) выпадает в течение тёплого периода. Снежный покров держится в среднем около 130—145 дней в году.
Часовой пояс
Село 1-е Подгородище, как и вся Курская область, находится в часовой зоне МСК (московское время). Смещение применяемого времени относительно UTC составляет +3:00.

## Население
| 2002 | 2010 |
| ---- | ---- |
| 138  | ↘89  |

Половой состав
По данным Всероссийской переписи населения 2010 года в половой структуре населения мужчины составляли 39,3 %, женщины — соответственно 60,7 %.
Национальный состав
Согласно результатам переписи 2002 года, в национальной структуре населения русские составляли 97 % из 138 чел.